# Zapasy na Igrzyskach Azjatyckich 2002
Turniej zapasów na Igrzyskach Azjatyckich 2002 w południowokoreańskim mieście Pusan rozegrano od 2 do 8 października w hali Yangsan Gymnasium.

## Klasyfikacja medalowa
Gospodarz zawodów został zaznaczony kolorem.
| Klasyfikacja medalowa | Klasyfikacja medalowa | Klasyfikacja medalowa | Klasyfikacja medalowa | Klasyfikacja medalowa | Klasyfikacja medalowa |
| Miejsce               | państwo               | Złoto                 | Srebro                | Brąz                  | Razem                 |
| --------------------- | --------------------- | --------------------- | --------------------- | --------------------- | --------------------- |
| 1                     | Korea Południowa      | 6                     | 6                     | 0                     | 12                    |
| 2                     | Japonia               | 3                     | 2                     | 1                     | 6                     |
| 3                     | Uzbekistan            | 3                     | 1                     | 1                     | 5                     |
| 4                     | Kazachstan            | 2                     | 2                     | 0                     | 4                     |
| 5                     | Chiny                 | 2                     | 0                     | 0                     | 2                     |
| 6                     | Iran                  | 1                     | 2                     | 5                     | 8                     |
| 7                     | Mongolia              | 1                     | 0                     | 4                     | 5                     |
| 8                     | Kirgistan             | 0                     | 2                     | 3                     | 5                     |
| 9                     | Tadżykistan           | 0                     | 2                     | 1                     | 3                     |
| 10                    | Korea Północna        | 0                     | 1                     | 1                     | 2                     |
| 11                    | Indie                 | 0                     | 0                     | 1                     | 1                     |
| .                     | Syria                 | 0                     | 0                     | 1                     | 1                     |
| Razem                 | Razem                 | 18                    | 18                    | 18                    | 64                    |

## Mężczyźni

### Styl wolny
| Konkurencja |                           |                     |                         |
| ----------- | ------------------------- | ------------------- | ----------------------- |
| 55 kg       | Dilshod Mansurov          | Chikara Tanabe      | Mohammad Rezaji         |
| 60 kg       | Ojuunbilegijn Pürewbaatar | Song Jae-myung      | Ułan Nadyrbek uułu      |
| 66 kg       | Baek Jin-guk              | Alireza Dabir       | Nordżingijn Bajarmagnaj |
| 74 kg       | Cho Byung-kwan            | Jusuf Abdusalomow   | Mahdi Hadżizade         |
| 84 kg       | Mun Ui-je                 | Magomied Kuruglijew | Szamil Alijew           |
| 96 kg       | Ali Reza Hejdari          | Aleksiej Krupniakow | Magomied Ibragimow      |
| 120 kg      | Artur Tajmazow            | Abbas Dżadidi       | Palwinder Singh Cheema  |

### Styl klasyczny
| Konkurencja |                    |                  |                  |
| ----------- | ------------------ | ---------------- | ---------------- |
| 55 kg       | Äset Imanbajew     | Kang Yong-gyun   | Uran Kaliłow     |
| 60 kg       | Kang Kyung-il      | Dilshod Aripov   | Makoto Sasamoto  |
| 66 kg       | Kim In-seop        | Danijar Köbönow  | Kim Yun-mo       |
| 74 kg       | Kim Jin-su         | Danił Chalimow   | Parwiz Zejdwand  |
| 84 kg       | Shingo Matsumoto   | Kim Jung-sub     | Mohammad Al-Ken  |
| 96 kg       | Aleksiej Czegłakow | Park Myeong-seok | Masud Haszemzade |
| 120 kg      | Gieorgij Curcumia  | Yang Young-jin   | Ali Reza Gharibi |

## Kobiety

### Styl wolny
| Konkurencja |                 |                     |                          |
| ----------- | --------------- | ------------------- | ------------------------ |
| 48 kg       | Zhong Xiu’e     | Lidija Karamczakowa | Cogtbadzaryn Enchdżargal |
| 55 kg       | Saori Yoshida   | Lee Na-rae          | Najdangijn Otgondżargal  |
| 63 kg       | Xu Haiyan       | Kaori Ichō          | Oczirbatyn Mjagmarsüren  |
| 72 kg       | Kyōko Hamaguchi | Kang Min-jeong      | Jana Panowa              |